# Kalinino (obwód astrachański)
Kalinino (ros. Калинино) – wieś w Rosji, w obwodzie astrachańskim, w rejonie wołodarskim. W 2010 liczyła 870 mieszkańców.